# Mitsuhiko Takano
Mitsuhiko Takano (高野充彦, Takano Mitsuhiko), né le 8 février 1971, est un compositeur de musique de jeu vidéo japonais travaillant principalement pour Capcom. Il réalise notamment la musique de plusieurs jeux de la franchise Mega Man et Resident Evil, mais également celle de The Legend of Zelda: The Minish Cap et Marvel vs. Capcom 2: New Age of Heroes.

## Carrière
Takano commence sa carrière de compositeur en 1991, et rejoint Capcom en 1998. S'il commence principalement sa carrière avec des titres mineurs, il s'applique rapidement à la réinterprétation de thèmes déjà composés.
En 2004, il compose pour Capcom la musique de The Legend of Zelda: The Minish Cap, opus de la franchise Zelda développé par Capcom. Très grand fan de la licence, il étudie les thèmes des précédents titres de la saga, pour délivrer ses propres réinterprétations, en plus de certains morceaux originaux.
Il est également chargé du remix des thèmes de Mega Man Battle Network 5: Double Team DS, du portage Game Boy Advance vers la Nintendo DS.

## Discographie partielle
| Année | Titre                                            | Rôle           | Collaborateur(s)     |
| ----- | ------------------------------------------------ | -------------- | -------------------- |
| 2000  | Marvel vs. Capcom 2: New Age of Heroes           | Compositeur    | Tetsuya Shibata (en) |
| 2001  | Mega Man Xtreme 2                                | Compositeur    | Toshio Kajino        |
| 2002  | Hyper Street Fighter II: The Anniversary Edition | Compositeur    |                      |
| 2003  | Gotcha Force (en)                                | Compositeur    |                      |
| 2003  | Resident Evil Outbreak                           | Compositeur    | Tetsuya Shibata (en) |
| 2004  | The Legend of Zelda: The Minish Cap              | Compositeur    |                      |
| 2005  | Mega Man Battle Network 5: Double Team DS        | Compositeur    | Akari Kaida          |
| 2005  | Devil Kings                                      | Compositeur    |                      |
| 2006  | Resident Evil: Deadly Silence                    | Compositeur    |                      |
| 2009  | Resident Evil 5                                  | Sound Manager  |                      |
| 2010  | Sengoku Basara: Samurai Heroes                   | Sound Director | Kow Otani            |

## Vie privée
Takano est un très grand fan de wombats.